# Електрохімічні методи аналізу
Електрохімі́чні ме́тоди ана́лізу (рос. электрохимические методы анализа, англ. electrochemical methods of analysis; нім. elektrochemische Analyseverfahren n) — сукупність методів якісного та кількісного аналізу речовин, заснованих на процесах, які протікають на електродах або у міжелектродному просторі. При цьому вимірюється ряд параметрів, наприклад, електродний потенціал, ампераж, кількість електрики, повний електричний опір, ємність, електропровідність, діелектрична проникність, значення яких пропорційні концентраціям речовин, які визначаються.
Розрізняють три типи методів:
- методи, які базуються на електродній електрохімічній реакції (потенціометрія, полярографія, вольтамперометрія, амперометрія, хронопотенціометрія, електроліз, кулонометрія та ін.);
- методи, не пов'язані з електродною електрохімічною реакцією (кондуктометрія, діелектрометрія);
- методи, пов'язані зі змінами структури подвійного електричного шару (тензометрія).

Електрохімічні методи аналізу використовують для визначення понад 60 елементів у різних природних і пром. матеріалах, в рудах, мінералах.